# Tisco
Tisco es una localidad peruana ubicada en la región Arequipa, provincia de Caylloma, distrito de Tisco. Se encuentra a una altitud de 4211 m s. n. m. Tiene una población de 117 habitantes en 1993.
Las calles y plaza principal del pueblo de Tisco fueron declarados monumentos históricos del Perú el 23 de julio de 1980 mediante el R.M.N° 0928-80-ED.

## Clima
| Parámetros climáticos promedio de Tisco | Parámetros climáticos promedio de Tisco | Parámetros climáticos promedio de Tisco | Parámetros climáticos promedio de Tisco | Parámetros climáticos promedio de Tisco | Parámetros climáticos promedio de Tisco | Parámetros climáticos promedio de Tisco | Parámetros climáticos promedio de Tisco | Parámetros climáticos promedio de Tisco | Parámetros climáticos promedio de Tisco | Parámetros climáticos promedio de Tisco | Parámetros climáticos promedio de Tisco | Parámetros climáticos promedio de Tisco | Parámetros climáticos promedio de Tisco |
| Mes                                     | Ene.                                    | Feb.                                    | Mar.                                    | Abr.                                    | May.                                    | Jun.                                    | Jul.                                    | Ago.                                    | Sep.                                    | Oct.                                    | Nov.                                    | Dic.                                    | Anual                                   |
| --------------------------------------- | --------------------------------------- | --------------------------------------- | --------------------------------------- | --------------------------------------- | --------------------------------------- | --------------------------------------- | --------------------------------------- | --------------------------------------- | --------------------------------------- | --------------------------------------- | --------------------------------------- | --------------------------------------- | --------------------------------------- |
| Temp. media (°C)                        | 7.1                                     | 7.3                                     | 6.9                                     | 6                                       | 4.2                                     | 2.5                                     | 1.7                                     | 2.4                                     | 4.6                                     | 5.8                                     | 6.2                                     | 7.1                                     | 5.2                                     |
| Fuente: climate-data.org                |                                         |                                         |                                         |                                         |                                         |                                         |                                         |                                         |                                         |                                         |                                         |                                         |                                         |